# Syzygium rosaceum
Syzygium rosaceum är en myrtenväxtart som beskrevs av Friedrich Ludwig Diels. Syzygium rosaceum ingår i släktet Syzygium och familjen myrtenväxter. Inga underarter finns listade i Catalogue of Life.